# Distretto di Buntharik
Il distretto di Buntharik (in thailandese: บุณฑริก) è un distretto (amphoe) della Thailandia, situato nella provincia di Ubon Ratchathani.